# Lyman County
Lyman County är ett administrativt område i delstaten South Dakota, USA, med 3 755 invånare. Den administrativa huvudorten (county seat) är Kennebec. 

## Geografi
Enligt United States Census Bureau så har countyt en total area på 4 421 km². 4 247 km² av den arean är land och 174 km² är vatten. 

### Angränsande countyn
- Hughes County - nord
- Hyde County - nordost
- Buffalo County - nordost
- Brule County - öst
- Gregory County - syd
- Tripp County - syd
- Mellette County - sydost
- Jones County - väst
- Stanley County - nordväst